# Aracnoide (esogeologia)

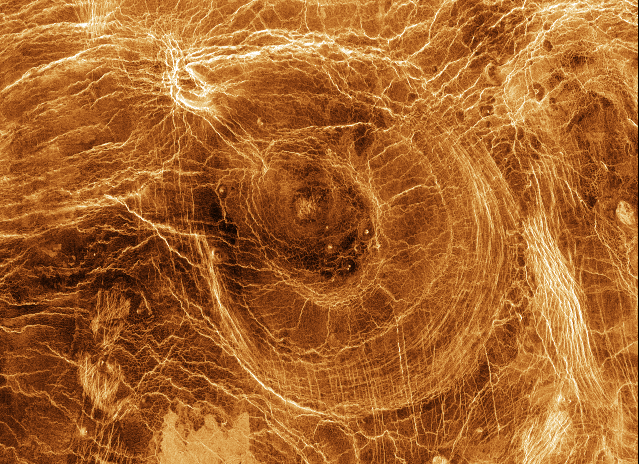
Un'aracnoide presente sulla superficie di Venere.

In esogeologia un aracnoide è un particolare tipo di formazione geologica, presumibilmente di origine vulcanica, sinora individuato solamente sulla superficie di Venere. Gli aracnoidi appaiono composti di ovali concentrici, circondati da un complesso sistema di fratture che si può estendere anche per 200 km in direzione radiale e che giustifica l'etimologia del termine.
La maggior parte degli aracnoidi noti, elencati nel prosieguo dell'articolo, è situata nell'emisfero nord del pianeta, all'interno di regioni pianeggianti interessate da meccanismi di compressione della crosta citerea. La maggior parte di queste strutture è classificata, secondo la nomenclatura ufficiale proposta dall'UAI, come corona, sebbene questo tipo di formazione geologica non sia generalmente caratterizzato dalla presenza di linee radiali. Similmente alle coronae, tuttavia, si ritiene che gli aracnidi si originino dalla fuoriuscita di magma dall'interno di Venere; è pertanto giustificata in linea di massima la loro classificazione come vulcani, ma è possibile che aracnoidi di diverso tipo si siano formati secondo differenti processi.
Le prime osservazioni di aracnoidi sono dovute alle sonde sovietiche Venera 15 e 16, nel 1983; la loro esistenza è stata confermata nel 1990 dalla sonda statunitense Magellano.

## Lista di aracnoidi
Segue un prospetto degli aracnoidi presenti sulla superficie di Venere cui è stato attribuito un nome; complessivamente la superficie citerea presenta oltre 250 strutture di questo tipo.
| - Maslenita Corona - Schumann-Heink Corona - Nzingha Corona - Anning Paterae - Cassatt Corona - Muzamuza Corona - Malintzin Patera - Aspasia Corona - Mari Corona - Davies Patera - Razia Patera - Audhumla Corona - Keller Patera - Vasudhara Corona | - Mentha Tholus - Stopes Patera - Tituba Corona - Trotula Corona - Yaroslavna Corona - Cavell Corona - Olwen Corona - Hroswitha Patera - Kayanu-Hime Corona - Reneti Corona - Chiun Corona - Benten Corona - Kubebe Corona - Dhisana Corona | - Atse Estsan Corona - Rosemerta Corona - Blai Corona - Hepat Corona - Seia Corona - Krumine Corona - Eigin Corona - Iyatik Corona - Tumas Corona - Beruth Corona - Qetesh Corona - Mayaeul Corona - Lilwani Corona - Inanna Corona | - Ninhursag Corona - Teteoinnan Corona - Hlineu Corona - Latta Corona - Nungui Corona - Banba Corona - Tureshmat Corona - Marzyana Corona - Utset Corona - Toyo-uke Corona - Seiusi Corona - Moombi Corona - Phra Neret Corona |